# Angelo Genocchi

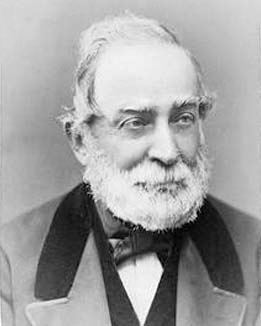
Angelo Genocchi

Angelo Genocchi (* 5. März 1817 in Piacenza; † 7. März 1889 in Turin) war ein italienischer Mathematiker und Mathematikhistoriker.
Genocchi fiel auf der Schule durch Begabung für Mathematik auf, konnte aber in seiner Heimatstadt Piacenza nur Jura studieren. 1838 erhielt er einen Laurea-Abschluss als Jurist und wurde Anwalt in seiner Heimatstadt, wo er auch ab 1845 Professor für Römisches Recht war. Mit Mathematik befasste er sich nur privat. Er wurde als introvertiert geschildert, in wissenschaftlichen Auseinandersetzungen konnte er aber ungeduldig werden. Er beteiligte sich aktiv an den Unabhängigkeitskriegen gegen Österreich und ging nach der Niederlage 1849 nach Turin, wo er ein Mathematikstudium bei Felice Chiò und Giovanni Plana begann. Ab 1857 unterrichtete er auf Vorschlag von Chiò Algebra und Komplemente zur Geometrie an der Universität und machte schnell Karriere. 1860 wurde er Professor für Höhere Analysis. Einer seiner Studenten war Giuseppe Peano, der auch 1884 seine Analysis-Vorlesungen herausgab (mit eigenen Zusätzen), ein zu seiner Zeit sehr einflussreiches Analysis-Lehrbuch. Zeitweise war er Rektor der Universität Turin.
Er befasste sich neben Analysis auch mit Zahlentheorie (was zu seiner Zeit kaum jemand in Italien tat) und in der Mathematikgeschichte mit Leonardo von Pisa. Sein Interesse dafür begann in den 1850er Jahren mit der Veröffentlichung des Liber Quadratorum von Leonardo von Pisa durch Baldassare Boncompagni. Genocchi entdeckte einige Fehler in der Ausgabe und trat in einen umfangreichen Briefwechsel mit Boncompagni (im Archiv der Bibliothek in Piacenza erhalten). Er war skeptisch gegenüber der nichteuklidischen Geometrie (besonders dem Modell von Eugenio Beltrami) und unternahm dazu auch historische Untersuchungen, wobei er einen Aufsatz von François Daviet de Foncenex  (1734–1799) über das Verhältnis der Prinzipien der Mechanik (Hebelprinzip u. a.) zum Parallelenpostulat entdeckte.
Nach ihm sind Genocchi-Zahlen benannt. Sie sind definiert über {\displaystyle {\frac {2t}{e^{t}+1}}=\sum _{n=1}^{\infty }G_{n}{\frac {t^{n}}{n!}}}, rationale Zahlen und mit den Bernoulli-Zahlen verbunden über: {\displaystyle G_{n}=2\,(1-2^{n})\,B_{n}.}
Genocchi war einer der ersten, der die (strengere) Analysis im Stil von Augustin-Louis Cauchy in Italien einführte, bis dahin dominierte der Stil von Joseph-Louis Lagrange. Er beeinflusste damit auch seinen Schüler Peano, der eine noch strengere Auffassung der Mathematik vertrat und sie auf logischer Basis aufbauen wollte.
Sein umfangreicher Nachlass ist in der Bibliothek Passerini-Landi in Piacenza.
Seit 1871 war er korrespondierendes Mitglied der Accademia dei Lincei, 1875 wurde er socio nazionale. Er war von 1885 bis zu seinem Tod Präsident der Akademie der Wissenschaften in Turin. Im Dezember 1881 wurde er zum Mitglied der Académie royale des Sciences, des Lettres et des Beaux-Arts de Belgique gewählt. 1886 wurde er Senator des Königreichs Italien.

## Schriften
- Calcolo differenziale e principii di calcolo integrale publicate con aggiunto dal Giuseppe Peano, Rom: Bocca 1884, Archive